# 1561 en musique classique
| \| • Retour à la chronologie générale de la musique classique • \| |
| Grèce • Rome • Haut Moyen Âge • VIIIe siècle • IXe siècle • Xe siècle • XIe siècle XIIe siècle • XIIIe siècle • XIVe siècle • XVe siècle • XVIe siècle • XVIIe siècle XVIIIe siècle • XIXe siècle • XXe siècle • XXIe siècle |
| • Retour à la chronologie générale de la musique classique • |

| Années en musique classique : 1558 - 1559 - 1560 - 1561 - 1562 - 1563 - 1564    |
| Décennies en musique classique : 1530 - 1540 - 1550 - 1560 - 1570 - 1580 - 1590 |

## Œuvres
- Souterliedekens de Gerardus Mes.

## Naissances

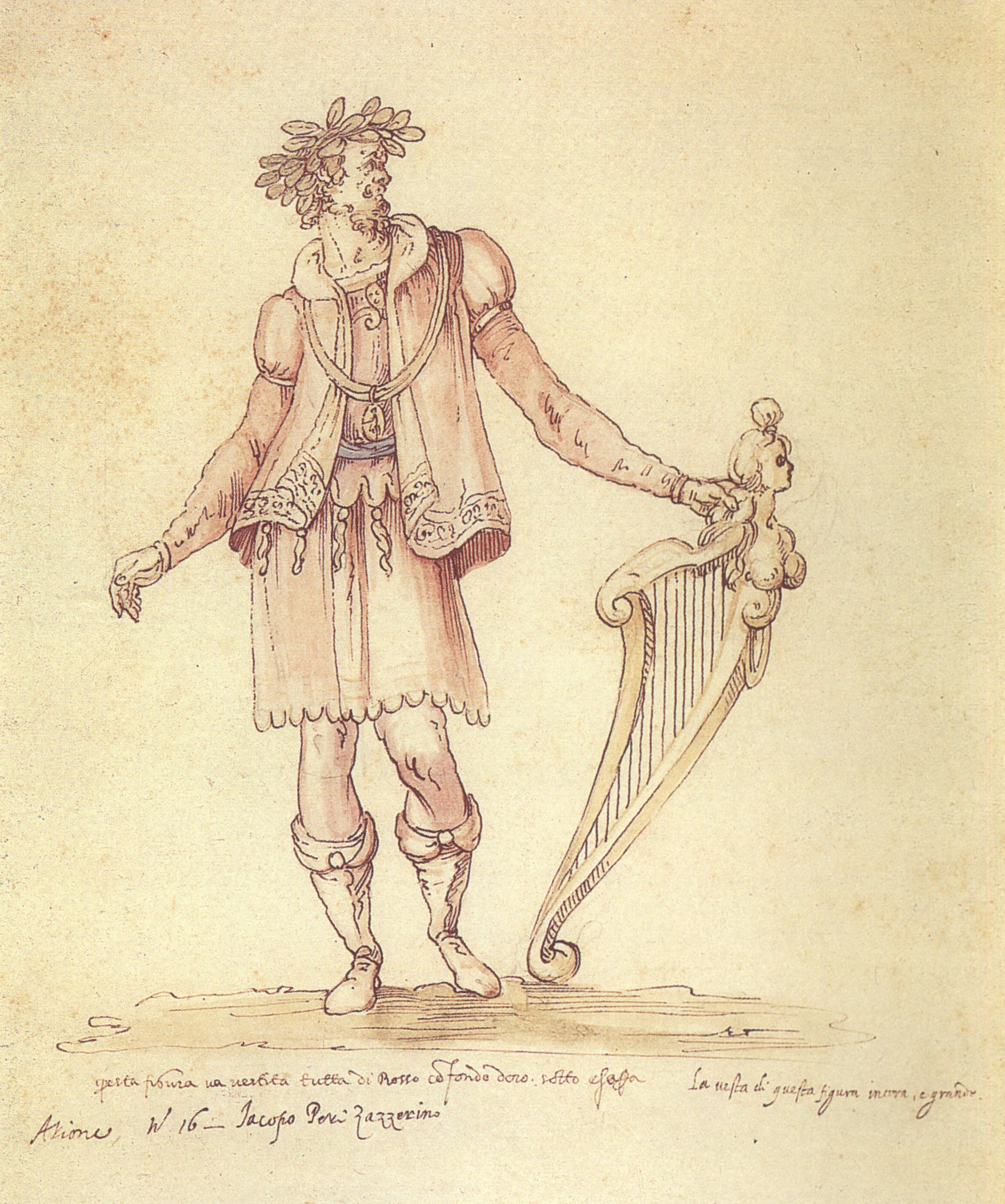
Jacopo Peri

- 24 janvier : Camillo Cortellini, compositeur, chanteur, tromboniste italien († 1630).
- 17 juillet : Jacopo Corsi, compositeur italien († 29 décembre 1602).
- 20 août : Jacopo Peri, compositeur et chanteur italien († 12 août 1633).
- 1er novembre : Francesco Usper, organiste et compositeur italien († 24 février 1641).

Date indéterminée :
- Andreas Raselius, compositeur allemand († 6 janvier 1602).
- Philippe Rogier, compositeur espagnol († 29 février 1596).
- Girolamo Amati, luthier italien († 1630).

## Décès
- 16 février : Cornelis Canis, compositeur franco-flamand (° vers 1506).
- 3 mai : Nikolaus Herman, compositeur et poète allemand  (° entre 1480 et 1500).
- 9 juillet : Sebald Heyden, musicologue, chantre, auteur de cantiques et poète religieux allemand, né le 8 décembre 1499.
- 30 septembre : Clémentine de Bourges, compositrice française (° début XVIe siècle).

Date indéterminée :
- Vicente Lusitano, théoricien et compositeur portugais (° début XVIe siècle).
- Jan Nasco, compositeur franco-flamand (° vers 1510).